# Болотник короткоплодный
Боло́тник короткопло́дный (лат. Callitriche cophocarpa) — вид цветковых растений рода Болотник (лат. Callitriche) семейства Подорожниковые (лат. Plantaginaceae). Среди представителей вида есть как полностью погружённые в воду водные растения, так и наземные формы.

## Ботаническое описание

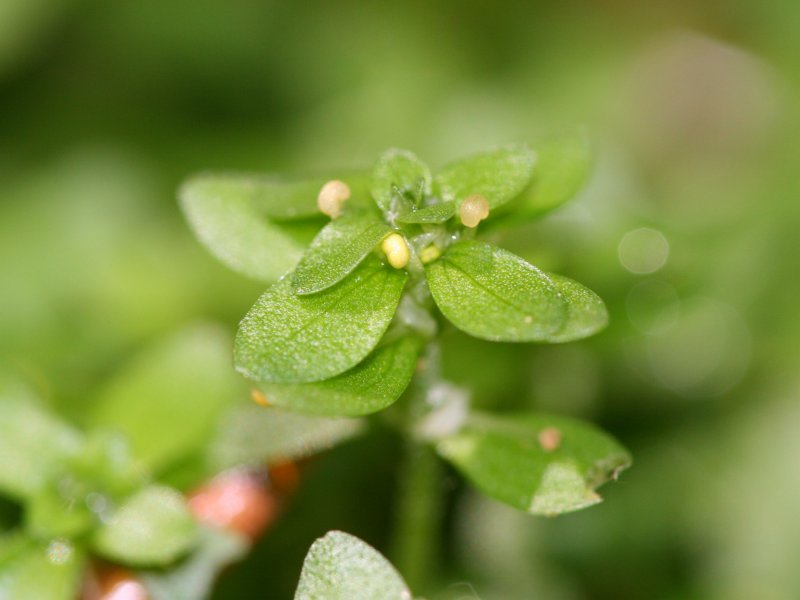
Розетка плавучих листьев с мужскими цветками

### Вегетативные органы
Многолетнее травянистое водное растение (гидрофит) со стеблями длиной до 25 см и в основном плавучими листовыми розетками. Кроме того, существуют однолетние формы, стелющиеся по илу. У водных форм листья, полностью погружённые в воду, длиной до 2 см, линейные, с полукруглыми концами. Плавающие на поверхности воды листья узкие, 2—3 см в диаметре, от ромбовидной до эллиптической формы. Они собраны в густые розетки. У наземных форм листья гораздо мельче и жёстче, чем у водных. Только их листья, а также плавучие листья водных форм имеют устьица. Растения удерживаются корнями, прикреплёнными ко дну водоёма. У наземных растений корни образуются на более старых стеблях. Отделяясь, такие укоренившиеся стебли формируют отдельное растение (вегетативное размножение).

### Генеративные органы
Цветение с мая по сентябрь. Неприметные цветки находятся в пазухах плавучих листьев. В мужских цветках находятся длинные, в 1 мм шириной тычинки с жёлтой пыльцой, женские же цветки содержат 1 завязь и 2 рыльца.
Плоды округлые, 1—1,1 мм длиной, разделены на части.

## Ареал и местообитание
Ареал вида включает Европу и Западную Азию, наибольшей численности он достигает в Северной, Центральной и Восточной Европе. Редко произрастает в бедных питательными веществами проточных водах, такие как старицы, пруды и ручьи. Растения предпочитают мелкие, часто пересыхающие участки водоёмов или, по крайней мере, постоянно увлажнённые и регулярно затопляемые места.

## Синонимика
- Callitriche kuetzingii Rupr.
- Callitriche longistyla Norman
- Callitriche palustris (Lönnr.) Emb. & Maire
- Callitriche palustris subsp. polymorpha (Lönnr.) Emb. & Maire
- Callitriche platycarpa var. major Kütz.
- Callitriche platycarpa var. minor Kütz.
- Callitriche polymorpha Lönnr.
- Callitriche stagnalis var. kuetzingii (Rupr.) Nyman
- Callitriche transsilvanica Schur[1]